# Public Library of Science
La Public Library of Science (PLoS), la Biblioteca Pública de la Ciència, és un projecte sense ànim de lucre que té com a objectiu crear tota una biblioteca de revistes científiques, com altre tipus de literatura científica, sota llicències que permetin l'accés obert.

## Història
La iniciativa naix a començaments de l'any 2001 arran d'una petició de Patrick Brown, un bioquímic de la Universitat Stanford, i per Michael Eisen, un biòleg computacional de la Universitat de Califòrnia, Berkeley, i el Lawrence Berkeley National Laboratory. En aquesta es demanava a tots els científics que deixessin de publicar a revistes que no facilitessin de forma totalment lliure i gratuïta els seus continguts després de sis mesos de la seua publicació.
A partir d'aquell moment, amb la col·laboració del premi Nobel i antic director dels NIH, Harold Varmus, començaren a pensar a publicar ells mateixos seguint el mateix model de BioMed Central. Com a resultat, la primera revista, PLoS Biology, va veure la llum el 13 d'octubre del 2003. Aquesta revista i les que en seguiren estan publicades sota llicència Creative Commons Reconeixement (CC-by) .